# Igreja do Salvador de Cabeça Santa

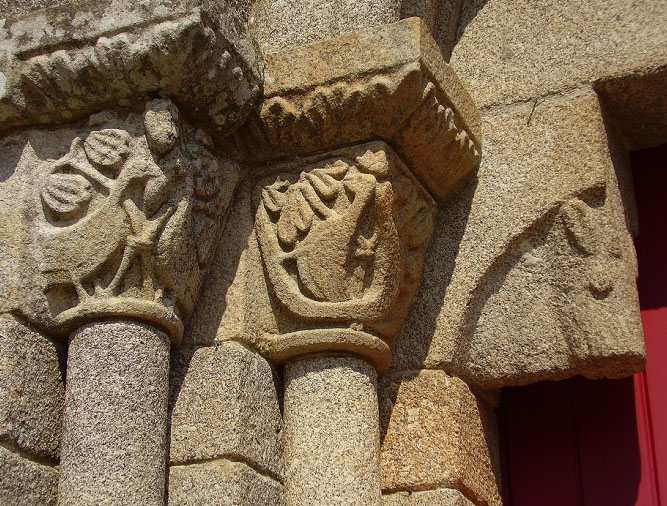
Capiteis do portal da Igreja de Cabeça Santa

A Igreja do Salvador de Cabeça Santa, também designada por Igreja Paroquial de Cabeça Santa ou Igreja do Divino Salvador, está situada na freguesia de Cabeça Santa ou da Gândara, no município de Penafiel.
Foi declarada Monumento Nacional pelo Dc. nº. 14 425, DG 228 de 15 de Outubro de 1927, ZEP, DG 188 de 15 de Agosto de 1951.
Esta igreja integra a Rota do Românico do Vale do Sousa.